# Псевдонаука
Псевдонау́ка (від грец. ψευδής — «помилковий» + «наука»; синоніми: лженау́ка, паранау́ка, квазінау́ка, альтернативна наука, неакадемічна наука) — діяльність, що навмисне або помилково імітує науку, але по суті такою не є. Головна відмінність псевдонауки від науки — використання неперевірених наукових методів і просто помилкових даних і відомостей, а також заперечення можливості спростування, тоді як наука заснована на фактах (перевірених відомостях) і постійно розвивається, розлучаючись зі спростованими теоріями та пропонуючи нові.
Демаркація між наукою та псевдонаукою має наукові, філософські та політичні аспекти. Філософи сперечаються про природу науки та загальні критерії для проведення межі між науковими теоріями та псевдонауковими переконаннями, але існує широка згода, що «креаціонізм, астрологія, гомеопатія, ефект Кірліана, лозоходіння, уфологія, теорія палеоконтакту, заперечення Голокосту та заперечення зміни клімату є псевдонауками». Боротьба з псевдонаукою є частиною наукової освіти та розвитку наукової грамотності.
Псевдонаука може мати небезпечні наслідки. Наприклад, псевдонауковий рух проти вакцинації та просування гомеопатичних засобів як альтернативних методів лікування може призводити до того, що люди уникатимуть важливих медичних процедур з очевидною користю для здоров'я, що, своєю чергою, може призвести до хвороб і смертей, яких можна було уникнути. Крім того, люди, що відмовляються від належного лікування інфекційних хвороб, можуть наражати на небезпеку інших людей. Псевдонаукові теорії про расові та етнічні класифікації призводять до расизму та геноциду.
Термін «псевдонаука» часто сприймається як пейоратив, особливо тими, хто нею займається, оскільки він вказує на те, що щось видається за науку помилково чи обманом. Тому прибічники та захисники псевдонауки часто оспорюють цю характеристику.

## Походження терміна
Слово «псевдонаука» використовувалося в літературі принаймні з кінця XVIII ст., зокрема джерела 1796 року описують цим словом алхімію.
Відмінність поняття псевдонауки від стандартної науки в Європі ствердилося в середині XIX століття. Так, в 1844 році журнал Northern Journal of Medicine (т. I, с. 387) писав про псевдонауку, «складену виключно з так званих фактів, об'єднаних непорозуміннями замість принципів». У 1838 році французький фізіолог Франсуа Мажанді назвав «сучасною [йому] псевдонаукою» френологію.

## Ознаки можливої псевдонауки

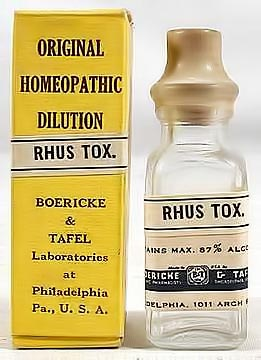
Гомеопатичні ліки Rhus toxicodendron, на основі отруйного плюща

Тему, практику або сукупність знань можна обґрунтовано назвати псевдонауковою, якщо вона подається як така, що відповідає нормам наукового дослідження, але явно їм не відповідає.

### Використання нечітких, перебільшених або бездоказових тверджень
- Висування розпливчастих наукових тверджень, яким бракує конкретних даних[17]:211.
- Висування тверджень, які не мають достатньої пояснювальної сили або взагалі не мають її[18].
- Невикористання операційних визначень (загально відомих означень й термінів, щоб інші сторони, окрім автора, що дає визначення, могли виміряти або протестувати результати незалежно) (див. Відтворюваність).
- Невикористання принципу ощадливості, тобто неспроможність шукати пояснення, яке вимагає мінімум додаткових припущень, коли можливе існування кількох можливих пояснень (див. Бритва Оккама)[17]:269.
- Відсутність граничних умов: більшість добре обґрунтованих наукових теорій мають чітко сформульовані обмеження, за яких передбачені явища відбуваються і не відбуваються[19].
- Відсутність ефективного контролю у дизайні експерименту, як-от плацебо або подвійний сліпий експеримент.
- Нерозуміння базових та усталених принципів фізики та інженерії[20].

### Неналежний збір доказів

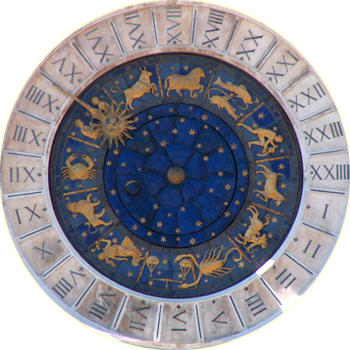
Знаки зодіаку

- Твердження, що не допускають логічної можливості доведення їхньої хибності шляхом спостереження або фізичного експерименту (див. Спростовуваність)[21][22].
- Твердження про те, що теорія передбачає щось, що вона не може передбачити[17]:178, 211. Наукові твердження, які не мають жодної прогностичної сили, вважаються в кращому випадку «припущеннями», а в гіршому — «псевдонаукою» (наприклад, ignoratio elenchi)[23]:174.
- Твердження про те, що тези, хибність яких не доведена, мають бути істинними, і навпаки (див. Аргумент від незнання)[23]:174, 177–178.
- Надмірна залежність від анекдотичних доказів чи особистого досвіду. Ці докази можуть бути корисними в контексті генерування гіпотез, але не повинні використовуватися в контексті обґрунтування теорії (наприклад статистичній перевірці гіпотез)[24]:381.
- Трактування міфів та релігійних текстів як фактів або базування доказів на їхній основі.
- Подання концепцій та сценаріїв з наукової фантастики як фактів. Цей прийом апелює до обізнаності багатьох людей з тропами наукової фантастики через мас-медіа.
- Виключне наведення даних, що підтверджують твердження автора, приховуючи або відмовляючись розглядати дані, які їм суперечать. Це є прикладом селективного упередження або «черріпікінгу» — спотворення доказів/даних через спосіб їхнього збору[25]:227–228.
- Повторення неперевірених тез, які були раніше опубліковані в інших джерелах, і просування цих тез як фактів; накопичення таких некритичних вторинних публікацій, які не сприяють авторському емпіричному дослідженню (див. Ефект Бабая)[26].
- Перекладений тягар доведення: наука покладає тягар доведення на тих, хто робить твердження, а не на його критиків. «Псевдонаукові» аргументи можуть нехтувати цим принципом і вимагати, щоб скептики демонстрували поза всіляким сумнівом, що твердження (наприклад, твердження про ефективність нової терапевтичної методики) є хибним[27].
- Апеляція до холізму на противагу редукціонізму для відкидання негативних висновків: прихильники псевдонаукових тверджень, особливо в органічній/нетрадиційній медицині, натуропатії та психічному здоров'ї, часто вдаються до «мантри холізму»[28].

### Відсутність відкритості до перевірки іншими експертами
- Ухилення від експертної оцінки перед оприлюдненням результатів[27][29][a]. Деякі прихильники ідей, що суперечать загальноприйнятим науковим теоріям, уникають експертної оцінки своїх теорій, іноді на підставі того, що експертна оцінка є упередженою щодо усталених парадигм, а іноді на підставі того, що твердження не можуть бути адекватно оцінені за допомогою стандартних наукових методів. Залишаючись ізольованими від процесу рецензування, ці автори відмовляються від можливості отримати відгуки та коригування від досвідчених колег[28].
- Деякі агентства, установи та видання, що фінансують наукові дослідження, вимагають від авторів оприлюднювати свої дані, щоб інші могли оцінити їх незалежно. Ненадання належної інформації для відтворення експериментів іншим дослідникам сприяє відсутності відкритості[17]:124.
- Не заохочується предметна дискусія доказів між обізнаними представниками всіх точок зору[30].

### Відсутність прогресу
- Відсутність прогресу в пошуку додаткових доказів тверджень[22]. Американський академік Теренс Хайнс(інші мови) назвав астрологію дисципліною, яка дуже мало змінилася за останні два тисячоліття[25][19].
- Відсутність самокорекції. Дослідницькі програми припускаються помилок, але з часом мають тенденцію виправляти себе[28]. На противагу цьому, ідеї можуть розглядатися псевдонауковими, якщо залишаються незмінними, попри суперечливі докази.
- Статистична значущість підтверджуючих експериментальних результатів не покращується з часом і зазвичай близька до межі статистичної похибки. Зазвичай, експерименти повторюються, а їхні методики покращуються, і це дає дедалі сильніші докази.

### Індивідуалізація питання
- Тісні соціальні групи та авторитарна особистість, придушення інакомислення і ефект групового мислення можуть сприяти прийняттю переконань, які не мають під собою раціонального підґрунтя. Намагаючись затвердити свої переконання, група схильна ідентифікувати своїх критиків як ворогів[31].
- Обвинувачення у змові з боку основної наукової спільноти («офіційної науки»), уряду або освітніх установ з метою придушення псевдонаукової інформації. Люди, які висувають такі звинувачення, часто порівнюють себе з Галілео Галілеєм та його переслідуванням Римо-католицькою церквою; це порівняння широко відоме як гамбіт Галілея[32].
- Нападки на мотиви, особистість, моральність або компетентність критиків, а не на їхні аргументи (див. ad hominem)[31].

### Використання оманливих формулювань
- Вигадування наукоподібних термінів, щоб переконати нефахівців повірити в твердження, які можуть бути неправдивими або безглуздими. Наприклад, давня містифікація та науковий жарт називає воду за її формальною назвою «монооксид дигідрогену» і описує її як основний компонент більшості отрут, щоб показати, як легко можна ввести в оману широку громадськість.
- Своєрідне використання усталених термінів, що демонструє необізнаність у цій дисципліні.

## Наука і псевдонаука
Серед основних відмінностей псевдонауки від науки — некритичне використання нових неперевірених методів, сумнівних і часто помилкових даних і відомостей, а також заперечення можливості спростування, тоді як наука заснована на фактах (перевірених відомостях), методах, що верифікуються:435, і постійно розвиваються, розлучаючись зі спростованими теоріями й пропонуючи нові.
У своїй промові у Каліфорнійському технологічному інституті, яка пізніше під заголовком «науковий карго-культ» увійшла до книги «Та ви жартуєте, містере Фейнман!», фізик Річард Фейнман порівняв псевдонауку із карго-культом. У своїй промові Фейнман зауважив, що аборигени літакошанувальники відтворюють вигляд аеродрому, аж до навушників з «антенами» з бамбукових паличок, але «літаки не сідають». Фейнман стверджував, що деякі вчені часто проводять дослідження, що мають всі зовнішні атрибути справжньої науки, але насправді складають псевдонауку, не гідну ані підтримки, ані поваги.

### Боротьба проти «офіційної науки»
Розробники невизнаних науковим співтовариством теорій нерідко позиціюють себе як «борці із закостенілою офіційною наукою». При цьому вони стверджують, що представники «офіційної науки», наприклад, члени комісії з боротьби із псевдонаукою, відстоюють групові інтереси (кругова порука), політично ангажовані, не бажають визнавати свої помилки та, як наслідок, відстоюють «застарілі» уявлення на шкоду новій істині, яку несе саме їхня теорія.
Саме використання терміна «офіційна наука» найчастіше являє собою риторичний прийом, характерний саме для мови авторів і прихильників псевдонаукових теорій. По-перше, дане словосполучення дозволяє їм говорити про свою діяльність як про науку, тільки «неофіційну» або «альтернативну», а, по-друге, воно підміняє питання про логічну та експериментальну перевірку наукової теорії питанням про бюрократичне оформлення для неї «офіційного» статусу. Дискусія про наукову доброякісність теорії навмисно підміняється боротьбою за політичний вплив її автора (всередині наукової спільноти або в суспільстві в цілому).
Автори та прихильники псевдонаукових теорій можуть призводити реальні чи удавані такими приклади, коли вчені або філософи, висували революційні для свого часу теорії, піддавалися осміянню з боку сучасників і навіть переслідувалися владою. Найчастіше згадуються імена Галілео Галілея, Миколая Коперника і Джордано Бруно. У Росії прихильники псевдонаукових теорій нерідко апелюють до гонінь на передові концепції в СРСР, наприклад на генетику. Такі риторичні прийоми дозволяють поставити професійних критиків псевдонаукової теорії в один ряд з громадськими інститутами, такими як Свята інквізиція, ідеологічний відділ ЦК КПРС; або з такими особистостями, як ті, що з ряду причин стали одіозними: Ольга Лепешинська, Трохим Лисенко.
Однак подібні порівняння не завжди доречні. Коперника ніхто не переслідував, а його теорія була оголошена Римом єретичною більш ніж через півстоліття після його смерті. Оскільки Коперник не публікував свої праці протягом тривалого періоду. Праці Бруно мали не стільки науковий, скільки філософський характер, і Бруно був засуджений інквізицією не через наукові роботи, а за єресі, тобто вибір інших філософських концепцій, зокрема, віри в реінкарнацію. У науковому світі свого часу Галілей мав найвищий авторитет, і його результати, разом із вченням Миколи Коперника, були прийняті іншими вченими-сучасниками. І переслідувала Галілея католицька церква, а не наукове співтовариство. Що стосується гонінь на генетику у XX ст., то вони були організовані не науковою спільнотою, а владою, а також «марксистськими філософами», такими як І. Презент або Е. Кольман. Скарги прихильниці руху Лисенко, Ольги Лепешинської, в листі Сталіну на «перешкоди», які ставили їй «реакційні вчені, що стоять на ідеалістичній або механістичної позиції», а одно «ті товариші, які йдуть у них на поводу» — є типовими для будь-якого автора псевдонаукової теорії, що скаржиться на «цькування» з боку «офіційної науки». Падіння Лисенко почалося ще за життя Сталіна.
Подібною риторикою і скаргами на «цькування з боку офіційної науки» автори та прихильники псевдонаукових теорій нерідко заміняють такі очевидні та необхідні для розробки дійсно наукових теорій дії, як чітке обґрунтування теорії, її критичну перевірку і забезпечення узгодження її результатів з результатами суміжних галузей науки, що мають явні практичні підтвердження. Так, наприклад, ніякі скарги на «засилля прихильників теорії відносності» не замінять у «новій, революційній фізичній теорії» висновок рівнянь нової теорії рівнянь механіки Ньютона при граничних обмеженнях на значення деяких параметрів.
Інший поширений полемічний прийом — вказівка на приклад дилетантів, які робили реальні відкриття всупереч усталеним у науці думок, як, наприклад, Колумб або Шліман. Однак, по-перше, не слід плутати підтверджені теорії з відкриттями, зробленими випадково в ході спроб їхнього підтвердження. Колумб мав намір доплисти до Індії, яка, він вважав, знаходиться набагато ближче на Захід від Європи, ніж вона є насправді. Він хибно оцінив наявні в його розпорядженні факти й насправді помилився буквально у всьому. Відкриття нового континенту стало результатом збігу, але аж ніяк не підтвердженням його припущень. Що стосується Шлімана, то відкриття їм передбачуваної Трої і мікенської цивілізації, по-перше, не підтвердило теоретичних передумов про абсолютну істинність гомерівських текстів, з яких виходив Шліман, по-друге, не містило в собі нічого принципово неможливого з погляду науки того часу і не суперечило встановленим раніше науковим фактам; і, по-третє, було швидко прийнято науковим співтовариством зважаючи на незаперечність фактів. У цьому принципова відмінність дилетанта Шлімана, який діяв у рамках наукового методу, від псевдонауковців, які, не пред'являючи реальних відкриттів, водночас претендують на його лаври. По суті, Шліман явив собою непоганий (залишивши осторонь втрати через непрофесіоналізм його розкопок) приклад того, як слід діяти прихильникові невизнаної концепції: працювати над нею і її науковими доказами, а не скаржитися на нерозуміння.
Поява нової наукової теорії нерідко дійсно зустрічається вороже в науковому середовищі. Сама по собі це природна і навіть необхідна «імунна реакція»: нова теорія повинна довести своє право на існування і свою перевагу перед старими, а для цього пройти через випробування критикою після обов'язкового подання на наукових конференціях і друку в наукових журналах або як наукової гіпотези, або як аргументованих заперечень проти недоліків прийнятих наукових теорій. Якби теорії приймалися тільки за їхню «сміливість» і «оригінальність», а не за відповідність науковим критеріям і фактам, наука просто не могла б існувати як наука. Вивчення процесів прийняття та відторгнення теорій наукової спільноти становить один з предметів соціології науки.

### Проблема демаркації
Межі між наукою і псевдонаукою в цілому (а не між конкретними науковими та псевдонауковими теоріями) є досить спірними й важко обумовленими аналітично, навіть після більш ніж столітнього діалогу між філософами науки і вченими в різних областях, попри деякі базові згоди з основ наукової методології. Демаркація між наукою і псевдонаукою є частиною більш загальної задачі визначення того, які переконання можуть бути епістемологічно обґрунтовані.
Наприклад, Пол Феєрабенд оскаржував те, що які-небудь чіткі межі можуть бути проведені між псевдонаукою, «наукою реальною» і протонаукою, особливо там, де є вагома культурна або історична відстань. На думку деяких філософів науки, провести раз і назавжди чітку межу між наукою та іншими видами інтелектуальної діяльності неможливо, тому ця ідея розмежування ними відхиляється як псевдопроблема.
Нині у філософії науки існує набагато більше згоди з часткових критеріїв, ніж з загального критерію демаркації між наукою і не наукою. Однак при існуючій різноманітності теорій і критеріїв псевдонауковості по більшості конкретних напрямів існує консенсус філософів науки про їхнє віднесення до науки або псевдонауки. У сучасній соціології науки (сильна програма) прийнято, що проблема демаркації — це прерогатива наукової спільноти в цілому і, відповідно, як соціальна проблема процедура демаркації не може бути повністю формалізована в раз і назавжди встановлених критеріях.
Існують випадки, коли спочатку бездоказові концепції, що вважалися псевдонауковими, зараз мають статус наукових теорій або гіпотез, наприклад, теорія дрейфу материків, кульова блискавка і радіаційний гормезис. У ряді випадків теорія може з часом відкинути псевдонаукові підстави та значною мірою втратити статус псевдонаукової. Так, наприклад, сталося з остеопатією, чиї початкові принципи були неправдоподібними, недоведеними й незв'язними, але яка до теперішнього часу «здебільшого відійшла від своїх псевдонаукових почав і вступила у світ раціональної охорони здоров'я». Космологія, яка в давнину була релігійно-філософською концепцією, змінила зміст і перетворилася на розділ астрономії.
Інші концепції, такі як френологія або алхімія, які спочатку вважалися «вищими науками», тепер є псевдонауками.

## Паранаука і псевдонаука
Деякі дослідники відрізняють від псевдонаук паранауки, визначаючи останні як комплекси практичного пізнання світу, для яких не обов'язковий ідеал наукової раціональності. Це, наприклад, «народні науки» — народна медицина, народна архітектура, народна педагогіка, народна метеорологія тощо, або сучасні прикладні керівництва з різної тематики — «сімейні науки», «кулінарні науки» та ін. Ці дисципліни навчають корисним знанням і навичкам, але не містять системи ідеальних об'єктів, процедур наукового пояснення та передбачення, і тому не підіймаються вище систематизованого і дидактично ствердженого досвіду. Багато з паранаук не є лженауками доти, доки їхні прихильники не претендують на відповідність науковому методу, на створення конкуренції, альтернативи науковому знанню.

## Імітація науки
В низці країн, де наявність вченого звання чи наукового ступеня є ознакою престижу або заохочується фінансово, спостерігається отримання наукових ступенів особами, які нічого не досліджують науковим методом, проте пишуть за формою наукові роботи. Зазвичай, такі роботи не несуть наукової новизни, містять грубі помилки, часто є плагіатом. В Україні та Росії такі роботи часто захищають чиновники, адміністратори підприємств тощо. Зокрема таких імітаторів наукової діяльності багато в галузях економічних, юридичних, педагогічних наук.

## Псевдонаука і суспільство

### Критика
Публічною критикою псевдонауки займаються в основному вчені, журналісти та громадські діячі, які дотримуються позиції наукового скептицизму. Нині у філософії науки відсутній консенсус щодо критеріїв, що однозначно відрізняють науку від псевдонауки. Терміни «псевдонаука», «псевдонауковий» найчастіше використовуються для навішування ярликів на діяльність та публікації опонентів.

### Псевдонаука і релігія
Усередині традиційних і нетрадиційних релігій сформувався ряд концепцій, що суперечать науковій картині світу. Їхні прихильники намагаються обґрунтувати вчення своїх релігій раціональним шляхом і позиціюють такі концепції, як «науковий креаціонізм» і «розумний задум», існування реінкарнації, «біоенергії» тощо, як альтернативу усталеним науковим теоріям. Ці концепції, що постулюють наявність надприродних явищ і сил, як правило, відкидаються науковою спільнотою і кваліфікуються як псевдонаукові.

### Псевдонаука і держава

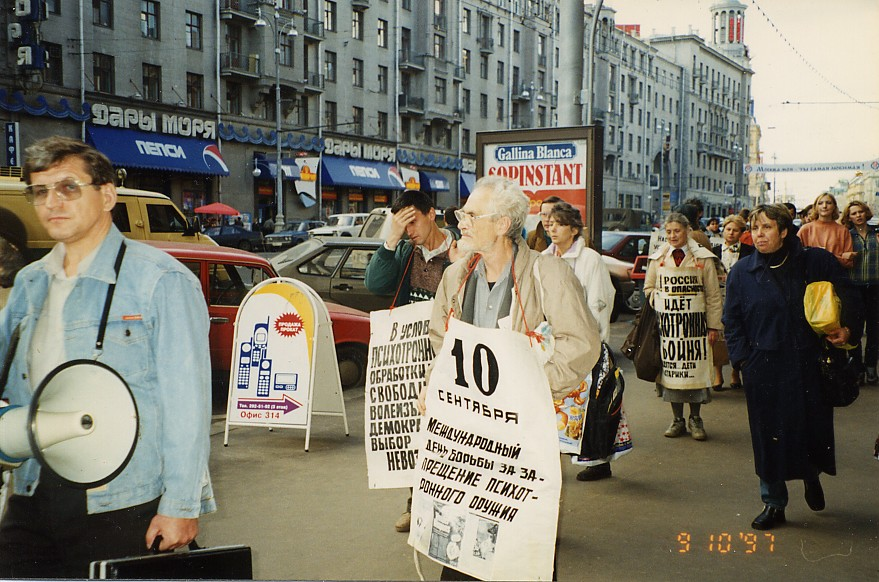
Демонстрація проти «психотронної зброї» на вулицях Москви, 10 вересня 1997 року

Представники псевдонаукових концепцій часто намагаються отримати фінансування своїх «досліджень» і проєктів з коштів держави, зокрема вдаючись до корупційних схем. Існує ряд прецедентів фінансування псевдонаукової діяльності з державного бюджету. Органи державної влади, включаючи центральний апарат державного управління, допускали до відповідальних посад авторів псевдонаукових теорій. Наукові установи, у тому числі спеціалізовані науково-дослідні інститути, включали у свої програми досліджень псевдонаукові розробки.
У Росії наприкінці XX—початку XXI століття були витрачені значні бюджетні кошти на програми з експериментального вивчення «торсійних полів», на вилучення енергії з граніту, на вивчення «холодного ядерного синтезу», на астрологічні та екстрасенсорні «дослідження» в Міноборони, МНС, МВС, Державній думі (див. Військова частина № 10003). За словами С. П. Капици, «помилкові та фантастичні проєкти заволодівають розумами можновладців, для них знаходяться кошти, а корумповані експерти їх підтримують. Часто таке злиття інтересів влади та псевдонауки відбувається під покровом секретності й таким чином ховається від голосної критики».

### Псевдонаука і бізнес
Такі сфери діяльності, як астрологія і нумерологія не тільки в минулому, але й сьогодні становлять помітний бізнес, який багато в чому заснований на псевдонаукових твердженнях. На сьогодні бізнес ясновидців та ворожбитів узаконений на державному та міжнародному рівні. Так, згідно з Міжнародному кодифікатору професій і спеціальностей ISCO-08, астрологи, провісники, нумерологи та хіроманти включені в групу «5161 — Astrologers, fortune-tellers and related workers».
Відсилання до псевдонаукових доводів іноді використовуються у сфері послуг. Не менше поширення псевдонаука має і в інших сферах послуг і торгівлі.

### Виноски
1. ↑  Псевдонаука // Великий тлумачний словник сучасної української мови (з дод. і допов.) / уклад. і гол. ред. В. Т. Бусел. — 5-те вид. — К. ; Ірпінь : Перун, 2005. — ISBN 966-569-013-2.
2. ↑  Лженаука // Великий тлумачний словник сучасної української мови (з дод. і допов.) / уклад. і гол. ред. В. Т. Бусел. — 5-те вид. — К. ; Ірпінь : Перун, 2005. — ISBN 966-569-013-2.
3. ↑  Орфографічний словник української мови. Квазінаука // Словопедія. slovopedia.org.ua (укр) . квазінау́ка іменник жіночого роду
4. ↑  Lakatos, Imre (1973). Science and Pseudoscience (transcript) (PDF) (англ.). The London School of Economics and Political Science, Dept of Philosophy, Logic and Scientific Method.
5. ↑  McCarron-Benson, Julie (1989). Skeptical, a Handbook on Pseudoscience and the Paranormal (англ.). Canberra Skeptics. с. 11. ISBN 978-0-7316-5794-0.
6. 1 2 3 4  Hansson, Sven Ove (2008). Zalta, Edward N. (ред.). Science and Pseudo-Science. The Stanford Encyclopedia of Philosophy (вид. осінь 2021). Metaphysics Research Lab, Stanford University.
7. ↑  Hurd, Paul DeHart (1998). Scientific literacy: New minds for a changing world. Science Education (англ.). 82 (3): 407—416. doi:10.1002/(SICI)1098-237X(199806)82:3<407::AID-SCE6>3.0.CO;2-G. ISSN 0036-8326.
8. ↑  Gropp, Robert E. (2003). Evolution Activists Organize to Combat Pseudoscience in Public Schools. BioScience (англ.). 53 (8): 700. doi:10.1641/0006-3568(2003)053[0700:EAOTCP]2.0.CO;2. ISSN 0006-3568.
9. ↑  Nicaise, Alexander (10 липня 2019). What Should Become of a Monument to Pseudoscience?. Skeptical Inquirer (англ.).
10. ↑  Fankhauser, Sarah (13 січня 2019). How anti-vax pseudoscience seeps into public discourse. Salon (англ.).
11. ↑  Hopkins, John (3 листопада 2015). Anti-vaccination websites use 'science' and stories to support claims, study finds. ScienceDaily (англ.). University Bloomberg School of Public Health.
12. ↑  Frietsch, Ute (7 квітня 2015). The Boundaries of Science/Pseudoscience. EGO – European History Online (англ.).
13. ↑  Andrews, James Pettit; Henry, R. (1796). History of Great Britain, from the Death of Henry VIII. to the Accession of James VI.: Of Scotland to the Crown of England (англ.). Т. II. T. Cadell jun. & W. Davies. с. 87.
14. ↑  Magendie, François (1816). Précis élémentaire de physiologie [Елементарний трактат про фізіологію людини] (фр.). Méquignon-Marvis. с. 150.
15. ↑  Curd, Martin; Cover, Jan A. (1998). Philosophy of Science: The Central Issues (англ.). W.W. Norton. с. 1—82. ISBN 978-0-393-97175-0.
16. ↑  Bunge, Mario (1983). Epistemology & Methodology II: Understanding the World. SpringerLink. Treatise on Basic Philosophy: Volume 6  (англ.): 223—228. doi:10.1007/978-94-015-6921-7. ISBN 978-90-277-1634-7.
17. 1 2 3 4 5 6  Gauch, Hugh G. (2003). Scientific Method in Practice (англ.). Cambridge University Press. ISBN 978-0-521-01708-4.
18. ↑  Popper, Karl Raimund (1963). Conjectures and Refutations: The Growth of Scientific Knowledge (англ.). Routledge & K. Paul.
19. 1 2  Hines, Terence (1988). Pseudoscience and the Paranormal: A Critical Examination of the Evidence (англ.). Buffalo, NY: Prometheus Books. ISBN 978-0-87975-419-8.
20. ↑  Simanek, Donald E. (2002). What is science? What is Pseudoscience? (англ.). Архів оригіналу за 25 квітня 2009.
21. ↑  Popper, Karl Raimund (1959). The Logic of Scientific Discovery (англ.). Routledge. ISBN 978-0-06-130576-4.
22. 1 2  Lakatos, Imre; Musgrave, Alan, ред. (1970). Falsification and the Methodology of Scientific Research Programmes. Criticism and the Growth of Knowledge  (англ.) (вид. 1). Cambridge University Press. с. 91—196. doi:10.1017/cbo9781139171434.009. ISBN 978-0-521-07826-9.
23. 1 2  Edwards, Paul (1967). Fallacies. The Encyclopedia of Philosophy (англ.). Т. 3. Macmillan. ISBN 978-0-02-894980-2.
24. ↑  Bunge, Mario (1983a). Demarcating science from pseudoscience (англ.). Т. 3. Fundamenta Scientiae.
25. 1 2  Thagard, Paul R. (1978). Why Astrology is a Pseudoscience. PSA: Proceedings of the Biennial Meeting of the Philosophy of Science Association (англ.). 1978 (1): 223—234. doi:10.1086/psaprocbienmeetp.1978.1.192639. ISSN 0270-8647.
26. ↑  Gambrill, Eileen D. (2012). Critical Thinking in Clinical Practice: Improving the Quality of Judgments and Decisions (англ.) (вид. третє). Hoboken, N.J: Wiley. с. 109. ISBN 978-0-470-90438-1.
27. 1 2  Lilienfeld, Scott O.; Lynn, Steven J.; Lohr, Jeffrey M., ред. (2015). Science and Pseudoscience in Clinical Psychology (англ.) (вид. друге). New York: The Guilford Press. ISBN 978-1-4625-1751-0.
28. 1 2 3  Ruscio, John (2002). Clear Thinking with Psychology: Separating Sense from Nonsense (англ.). Brooks/Cole-Thomson Learning. ISBN 978-0-534-53659-6.
29. ↑  Gitanjali, B. (2001). Peer review -- process, perspectives and the path ahead. Journal of Postgraduate Medicine. 47 (3): 210—214. ISSN 0022-3859. PMID 11832629.
30. ↑  Саган, Карл (2018). Світ, повний демонів. Наука, як свічка у пітьмі [The Demon-Haunted World: Science as a Candle in the Dark] (укр.). Книжковий клуб «Клуб Сімейного Дозвілля». ISBN 978-617-12-5100-7.
31. 1 2  Devilly, Grant J. (2005). Power Therapies and Possible Threats to the Science of Psychology and Psychiatry. Australian & New Zealand Journal of Psychiatry (англ.). 39 (6): 437—445. doi:10.1080/j.1440-1614.2005.01601.x. ISSN 0004-8674.
32. ↑  Amsden, Brian. Recognizing Microstructural Fallacies in Argumentation and Public Advocacy (PDF) (англ.). с. 22. Архів оригіналу (PDF) за 12 липня 2019.
33. ↑  Фейнман, Річард (2023). Культ карго у науці. Та ви жартуєте, містере Фейнман! Пригоди допитливого дивака [Surely You're Joking Mr Feynman: Adventures of a Curious Character as Told to Ralph Leighton by Richard Feynman] (укр.). Наш Формат. с. 383—393. ISBN 978-617-7552-16-0.
34. 1 2  Trofim Lysenko в онлайн-версії «Encyclopædia Britannica».  (англ.)
35. ↑  Коротин В. Псевдонаука в современном мире: философский аспект. // Петербургский почтовой. Архів оригіналу за 6 травня 2013. Процитовано 6 травня 2013.
36. ↑  Дынич В. И., Ельяшевич М. А., Толкачев Е. А., Томільчик Л. М.[ru]. Вненаучное знание и современный кризис научного мировоззрения // Вопросы философии. — 1994. — Вип. 12. — С. 122-134. — ISSN 0042-8744.
37. ↑  Карл Поппер називав проблему демаркації між наукою і ненаукою (псевдонаукою, метафізикою і т. п.) «центральною проблемою философії науки», див. Thornton, Stephen (1997). Karl Popper. 3. The Problem of Demarcation. Stanford Encyclopedia of Philosophy (англ.). онов. 2022.
38. ↑  Cohen, R. S.; Laudan, L., ред. (1983). The Demise of the Demarcation Problem. Physics, Philosophy and Psychoanalysis. Boston Studies in the Philosophy of Science. Т. 76. Dordrecht: Springer Netherlands. с. 111—127. doi:10.1007/978-94-009-7055-7. ISBN 978-94-009-7057-1.
39. ↑  Sorensen, Roy A. (1993). Pseudo-problems: How Analytic Philosophy Gets Done (англ.). Routledge. ISBN 978-0-415-09464-1.
40. ↑  Collins, Harry (2004). Scientific Institutions and Life after Death. Gravity's Shadow: The Search for Gravitational Waves (англ.). University of Chicago Press. ISBN 978-0-226-11377-7.
41. ↑  Collins, H. M. (2000). Surviving Closure: Post-Rejection Adaptation and Plurality in Science. American Sociological Review (англ.). 65 (6): 824—845. doi:10.1177/000312240006500602. ISSN 0003-1224.
42. ↑  Williams, William F. (2013). Encyclopedia of Pseudoscience: From Alien Abductions to Zone Therapy (англ.). Routledge. с. 58. ISBN 978-1-135-95522-9.
43. ↑  Bauer, Henry H. (1992). Scientific Literacy and the Myth of the Scientific Method (англ.). University of Illinois Press. с. 80. ISBN 978-0-252-06436-4.
44. ↑  Hickey, R J (1985). Risks associated with exposure to radiation: science, pseudoscience and opinion. Health physics. 49 (5): 949—952. ISSN 1538-5159. PMID 4066352.
45. ↑  Kauffman, Joel M. (2003). Radiation Hormesis: Demonstrated, Deconstructed, Denied, Dismissed, and Some Implications for Public Policy (PDF). Journal of Scientific Exploration (англ.). 17 (3): 389—407.
46. ↑  Atwood, Kimball C. (2004). Naturopathy, pseudoscience, and medicine: myths and fallacies vs truth. MedGenMed: Medscape General Medicine. 6 (1): 33. ISSN 1531-0132. PMC 1140750. PMID 15208545.
47. ↑  Hawking, Stephen; Penrose, Roger (2000). Quantum Cosmology. The Nature of Space and Time (англ.). Princeton University Press. с. 75. ISBN 978-0-691-05084-3. Cosmology used to be considered a pseudo-science and the preserve of physicists who may have done useful work in their earlier years, but who had gone mystic in their dotage. There are two reasons for this. The first was that there was an almost total absence of reliable observations. Indeed, until the 1920s about the only important cosmological observation was that the sky at night is dark. [However, in recent years] the range and quality of cosmological observations has improved enormously with the developments in technology. [«Космологія раніше вважалася псевдонаукою і прерогативою фізиків, які, можливо, робили корисну роботу у свої ранні роки, але в похилому віці поринули в містицизм. На це є дві причини. Перша — майже повна відсутність надійних досліджень. Дійсно, до 1920-х років єдиним важливим космологічним спостереженням було те, що небо вночі темне. [Однак в останні роки] діапазон і якість космологічних спостережень значно покращилися завдяки розвитку технологій.»]
48. ↑  див. наприклад Novella, Steven (2000-03). Phrenology: History of a Pseudoscience. New England Skeptical Society.
49. 1 2  Касавін І. Т. «Паранаука» [Архівовано 2011-11-11 у Wayback Machine.] // Філософський енциклопедичний словник (2004)
50. ↑  Диплом для президента: вузы, раздающие научные степени политикам. LIGA (рос.). 20 травня 2015.
51. ↑  Shermer, Michael (2005). Science and Pseudoscience. Encyclopedia.com. Encyclopedia of Philosophy.
52. 1 2  Чим загрожує суспільству лженаука? (Засідання Президії РАН) 2003 // Вестник РАН, том 74, № 1, с. 8-27 (2004)
53. ↑  Лженаука и жизнь // Газета «Коммерсантъ» № 174 (3258) от 16.09.2005
54. ↑  Міжнародна класифікація ISCO 08. Реєстр кваліфікацій (укр.). Процитовано 18 червня 2025.
55. ↑  В Украине телешоу с гадалками и астрологами приносят миллиарды. Корреспондент (рос.). 4 червня 2010. Процитовано 18 червня 2025.